# Pasquale Valerio
Pasquale Valerio (Trinitapoli, gennaio 1832 – 1872) è stato un medico italiano.

## Biografia
Nato a Casaltrinità, oggi Trinitapoli, nei pressi di Foggia in Puglia, figlio di Francesco Valerio, dottore in legge, ed Adelaide Caporale, è stato un medico e cattedratico illustre ed un servitore fervente nelle battaglie per l'Unità d'Italia.
Nella sua breve vita si è distinto per meriti civili e professionali.
Come alcuni intellettuali del suo tempo, l'impegno e l'abnegazione nello svolgimento della professione medica, andò di pari passo alla scelta, assieme ai suoi fratelli Fortunato e Costantino, di combattere per la realizzazione del Regno d'Italia.
Questo gli valse nel 1867 il conferimento della "Medaglia commemorativa dell'Unità d'Italia" e la nomina a Cavaliere dell'Ordine dei Santi Maurizio e Lazzaro.
Laureatosi nel 1856 a Napoli, viene da subito nominato medico presso l'Ospedale degli Incurabili di Napoli, in cui lavorerà tutta la sua breve vita.. 
Nel 1857, le sue ricerche sull'Otorrea vengono premiate e la sua fama inizia ad affermarsi nel mondo scientifico.
Nel 1859 viene nominato professore presso un altro storico nosocomio napoletano, l'Ospedale della Pace e successivamente presso l’Ospedale di S. Eligio.
I suoi studi sulle malattie dell'orecchio e la sordità gli valsero l’incarico, dal Valerio rifiutato per motivi di salute, da parte del Ministro della Pubblica Istruzione di quel periodo, Cesare Correnti, a tenere un ciclo di conferenze presso l'Università di Napoli.. È proprio grazie al risalto internazionale ottenuto con il suo "Nuovo Metodo di Cura per la sordità dello scolo delle orecchie", che il Professore Rollon, da Buenos Aires, portò suo figlio malato a Napoli nella speranza di trovare la giusta cura. 
Medico di grande cultura, i suoi interessi lo videro spaziare dall'ematologia alle malattie infettive come la febbre tifoide, il colera e la sifilide, fino alle malattie delle ossa ed alla patologia cellulare.
Tra i suoi meriti civili ci sono sicuramente la pubblicazione sul quotidiano Roma, nel 1863, di una denuncia dell'"iniqua spartizione delle cattedre universitarie".
Morì nel 1872 ad appena 40 anni, poco tempo dopo aver sposato Caterina Veltrani, la quale nel frattempo aveva dato alla luce il loro primogenito e unico figlio Francesco.

## Opere principali
- Introduzione allo studio dell'azione dello Iodio e suoi composti nei corpi organizzati viventi (Napoli 1861).

- Istologia fisiologica del sangue umano (Napoli 1862).

- Ricerca sulla natura delle ulcere sifilitiche (Napoli 1862).

- Fatti e Documenti del Dottor Pasquale Valerio (Napoli 1863).

- Nuovo metodo di cura per la sordità e scolo delle orecchie: seguito da guarigione di scolo e sordità durata per 30 anni, guarita in 30 giorni (III ed. Napoli 1863).

- Studi sulla neoformazione patologica delle ossa (Napoli 1865).

- Considerazioni cliniche sul colera (Napoli 1865).

- Saggio sulle malattie dell'orecchio (Napoli 1868).

- La patologia cellulare (Napoli 1868).

- Dei rumori nelle orecchie e dei mezzi più adatti per curarli (Napoli 1871).

- Prolusione al corso di Otoiatria del 5 Febbraio 1872 (Napoli 1872).

- Venti anni di sordo-mutismo guarito in sessanta giorni (Napoli 1872).